# Река в овраге Златой Ключ
Золотой Ключ (устар. Златой Ключ) — овраг в России в Саратовской области, по ложбине протекает сезонный водоток. Устье находится в 11 км по левому берегу реки Елшанка. Длина реки составляет 2,7 км, площадь водосборного бассейна 14,5 км².

## Данные водного реестра
По данным государственного водного реестра России относится к Донскому бассейновому округу, водохозяйственный участок реки — Медведица от истока до впадения реки Терса, речной подбассейн реки — Дон между впадением Хопра и Северского Донца. Речной бассейн реки — Дон (российская часть бассейна).
Код объекта в государственном водном реестре — 05010300112507000008092.